# Dorstfeld
Dorstfeld, Dortmund-Dorstfeld — dzielnica miasta Dortmund w Niemczech, w kraju związkowym Nadrenia Północna-Westfalia, w okręgu administracyjnym Innenstadt-West.